# Nitroetano ossidasi
La nitroetano ossidasi è un enzima appartenente alla classe delle ossidoreduttasi, che catalizza la seguente reazione:
un nitroalcano + H2O + O2 ⇄ un'aldeide o un chetone + nitrito + H2O2
L'enzima richiede, in maniera assoluta, FAD. Anche se il nitroetano può rappresentare il substrato fisiologico, l'enzima agisce anche su molti altri nitroalcani, tra cui 1-nitropropano, 2-nitropropano, 1-nitrobutano, 1-nitropentano, 1-nitroesano, nitrocicloesano ed alcuni nitroalcanoli. Differisce dalla 2-nitropropano diossigenasi numero EC 1.13.11.32, nella quale i substrati preferiti sono i nitroalcani neutri, piuttosto che i nitronati anionici.